# Mistrzostwa Świata w Kajakarstwie Górskim 1957
5. Mistrzostwa świata w kajakarstwie górskim odbyły się w dniach 27–28 lipca 1957 w zachodnioniemieckim Augsburgu. Zawodnicy rywalizowali ze sobą w dziesięciu konkurencjach: pięciu indywidualnych i pięciu drużynowych.

## Końcowa klasyfikacja medalowa
| Miejsce | Państwo        | Złoto | Srebro | Brąz | Razem |
| ------- | -------------- | ----- | ------ | ---- | ----- |
| 1       | NRD            | 7     | 4      | 4    | 15    |
| 2       | RFN            | 2     | 1      | 1    | 4     |
| 3       | Czechosłowacja | 1     | 3      | 2    | 6     |
| 4       | Szwajcaria     | 0     | 1      | 1    | 2     |
| 5       | Francja        | 0     | 1      | 0    | 1     |
| 6       | Austria        | 0     | 0      | 1    | 1     |

## Medaliści
| Konkurencja:                   | Złoto: | Srebro: | Brąz: |
| C-1 mężczyzn                   | Manfred Schubert                                                                                                 | Emil Zimmermann                                                                                                  | Jean-Claude Tochon                                                                                         |
| C-1 drużynowo mężczyzn         | RFN · Günther Beck · Heiner Stumpf · Otto Stumpf                                                                 | NRD · Emil Zimmermann · Gert Kleinert · Manfred Schubert                                                         | Czechosłowacja · Luděk Beneš · Jiří Hradil · Vladimír Jirásek                                              |
| C-2 mężczyzn                   | NRD · Dieter Friedrich · Horst Kleinert                                                                          | Czechosłowacja · Václav Havel · Josef Hendrych                                                                   | Czechosłowacja · František Hrabě · Jiří Kotana                                                             |
| C-2 drużynowo mężczyzn         | Czechosłowacja · Rudolf Flégr i Milan Řehoř · Václav Havel i Josef Hendrych · František Hrabě i Jiří Kotana      | Szwajcaria · Charles Dussuet i Henri Kadrnka · Jean Pessina i Robert Zürcher · Jean-Paul Rössinger i Roger Tauss | NRD · Franz Brendel i Günter Grosswig · Dieter Friedrich i Horst Kleinert · Dieter Göthe i Lothar Schubert |
| K-1 mężczyzn                   | Manfred Vogt | Dimitrij Skolil                                                                                                  | Heinz Bielig                                                                                               |
| K-1 drużynowo mężczyzn         | NRD · Heinz Bielig · Eberhard Gläser · Reinhard Sens                                                             | Czechosłowacja · Vladimír Cibák · Jan Pára · Dimitrij Skolil                                                     | RFN · Manfred Vogt · Günter Kirchner · Karl Schröder                                                       |
| C-2 konkurs mieszany           | NRD · Brigitte Schmidt · Manfred Glöckner                                                                        | NRD · Ellen Krügel · Siegfried Seidemann                                                                         | NRD · Waltraud Schale · Rudolf Seifert                                                                     |
| C-2 drużynowy konkurs mieszany | NRD · Waltraud Schale i Rudolf Seifert · Margot Seidler i Helmut Schmieder · Brigitte Schmidt i Manfred Glöckner | Francja · Bonnaud i Thezier · Henriette Guette i Jean Olry · E. Spahr i M. Spahr                                 | - |
| K-1 kobiet                     | Brigitte Magnus                                                                                                  | Eva Setzkorn | Annaliese Seidel                                                                                           |
| K-1 drużynowo kobiet           | NRD · Elfriede Hugo · Eva Setzkorn · Brigitte Magnus                                                             | RFN · Inge Walthemate · Rosemarie Biesinger · Hanni Schulte                                                      | Austria · Hella Philips · Gertrude Stöllner · Fritzi Schwingl                                              |